# Ljudmila Alexandrowna Rapazkaja
Ljudmila Alexandrowna Rapazkaja (russisch Людмила Александровна Рапацкая; * 15. November 1945 in Sljudjanka, Oblast Irkutsk) ist eine sowjetische bzw. russische Musikwissenschaftlerin, Kulturologin und Hochschullehrerin.

## Leben
Rapazkaja, Tochter eines Bauingenieurs, begann 1961 die Ausbildung an der Irkutsker Musikschule in der Theorie-Abteilung und in der Klavierklasse, die sie 1965 mit Auszeichnung abschloss. Anschließend studierte sie am Staatlichen Gnessin-Musik-Pädagogik-Institut in der Fakultät für Geschichte, Theorie und Komposition. Mit ihrer Diplomarbeit über die Entwicklungswege der sinfonischen Musik im Russland des 18. Jahrhunderts schloss sie am Lehrstuhl für Musikgeschichte bei Michail Pekelis 1970 ihr Studium ab.
Darauf wurde Rapazkaja der 2. Moskauer Musikschule zugeteilt. Sie kehrte 1972 als Mitarbeiterin und Lehrerin an das Gnessin-Institut zurück. Ab 1975 lehrte sie am Moskauer Staatlichen Pädagogik-Fernstudieninstitut (jetzt Moskauer Staatliche Humanistische Michail-Scholochow-Universität) am Lehrstuhl für Musikinstrumente und Musiktheorie und -geschichte.
Für die Promotion zur Kandidatin der Kunstwissenschaft verteidigte Rapazkaja 1977 am Moskauer Allunionsforschungsinstitut für Kunstwissenschaft erfolgreich ihre Dissertation über den Einfluss der radischtschewschen Tendenzen der Aufklärung auf die Entwicklung der russischen Musikkultur in den 80er und 90er Jahren des 18. Jahrhunderts, in der sie die Wechselwirkungen der Musikkunst mit den übrigen Künsten und den kulturellen Geschehnissen betrachtete. Damit betrat sie ein Wissenschaftsgebiet, das dann als Kulturologie bekannt wurde.
Mit anderen initiierte Rapazkaja die Einführung des Schulfachs Weltkunstkultur an allgemeinbildenden Schulen. Sie entwickelte eigene Konzepte für die Lehrerausbildung und verfasste entsprechende Lehrbücher.
An der Moskauer Pädagogischen Staatlichen Universität verteidigte Rapazkaja 1991 ihre Doktor-Dissertation über die Gestaltung der künstlerischen Kultur der Musiklehrer im Rahmen der höheren musikpädagogischen Ausbildung mit Erfolg für die Promotion zur Doktorin der pädagogischen Wissenschaften.
Rapazkaja wurde 1993 zur Professorin ernannt. Sie wurde an der Humanistischen Michail-Scholochow-Universität 1993 zur Lehrstuhlleiterin gewählt und wurde 2003 Dekanin der neuen Fakultät für Kultur und Musikkunst. Sie ist Mitglied des Verbands der Komponisten Russlands (Sektion für Musikwissenschaft) und Mitglied vieler akademischer Gesellschaften.

## Ehrungen, Preise
- Verdiente Hochschularbeiterin der Russischen Föderation
- Uschinski-Medaille des Bildungs- und Wissenschaftsministeriums der Russischen Föderation